# 우간다 실링
실링 (ISO 4217 코드: UGX)은 우간다의 통화이다. 1 실링은 100 센트로 나뉘지만, 1987년 우간다 실링의 평가 절상 이후 보조 단위는 발행하지 않고 있다.

## 역사
첫 우간다 실링 (UGS)는 1966년에 동아프리카 실링을 대체하였다. 높은 인플레이션에 따라 새로운 실링 (UGX)이 옛 100 실링의 가치로 1987년에 도입되었다.
실링은 이제 안정적인 통화이며 우간다의 대부분 금융 거래처에서 지배적으로 쓰이고 있으며, 낮은 점유율로 매우 효율적인 외환 주가 시장을 가지고 있다. 미국 달러 또한 널리 받아들이고 있다. 영국 파운드와 최근 상승하고 있는 유로도 쓰이고 있다.

## 동전

### 첫 번째 실링
1966년, 동전은 5, 10, 20, 50센트와 1, 2 실링으로 도입되었다. 5, 10, 20센트 동전은 청동으로, 20센트 이상의 동전은 백동으로 만들어졌다. 2 실링 동전은 1966년에만 발행되었다. 1972년, 백동으로 만든 5 실링 동전이 발행되었으나 회수되었기 때문에 보기 드물다.
1976년, 구리 합금 강철로 만든 5, 10센트 동전은 이전에 청동으로 만들어진 5, 10센트 동전을 대체했고 백동 합금 강철로 만들어진 50센트, 1 실링 동전에 백동으로 만들어진 50센트, 1 실링을 대체했다. 1986년, 니켈 합금 강철로 만들어진 50센트, 1실링 동전이 발행되었는데, 이 동전들은 첫 번째 실링에서 마지막으로 발행한 동전이었다.

### 두 번째 실링
1987년, 백동 합금 강철로 만들어진 1, 2 실링 동전과 스테인레스 강철로 만들어진 5, 10 실링 동전이 도입되었는데, 5, 10 실링 동전의 모양은 곡선 모양의 등변 7각형이었다. 1988년, 동전은 50, 100, 200, 500 실링의 동전으로 도입되었다. 현재 유통되고 있는 동전은 10, 50, 100, 200, 500 실링이다.

## 지폐

### 첫 번째 실링
1966년, 우간다 은행 (Bank of Uganda)은 5, 10, 20, 100 실링으로 지폐를 도입하였다. 1973년 50 실링 지폐가 도입되고 이어 500, 1000 실링 지폐는 1983년, 5000 실링 지폐는 1986년에 도입되었다.

### 두 번째 실링
1987년, 지폐는 새로운 화폐로 5, 10, 20, 50, 100, 200 실링으로 지폐가 도입되었다. 1991년, 500 실링과 1000 실링 지폐가 추가되었고 5000 실링은 1993년, 10,000 실링은 1998년, 20,000 실링은 1999년 그리고 50,000 실링 지폐는 2003년에 추가되었다. 현재 유통되고 있는 지폐는 1000, 5000, 10,000, 20,000, 50,000 실링이다. 2005년에, 우간다 은행은 1000 실링과 같은 낮은 액면의 지폐를 동전으로 대체할지를 고려하고 있다. 왜냐하면 낮은 액면의 지폐는 (고액의 지폐에 비해 빈번히 쓰이므로) 쉽게 더러워지고 찢어지기 쉬우며 일상 생활에 크나큰 영향을 미치기 때문이다.
2008년 4월 12일, 1 미국 달러 = 1701.0 우간다 실링이다.

## 같이 보기
- 대한민국 원: 통용되는 화폐의 액수가 같은 화폐이다.